# Marie-Simone Jaudin
Marie-Simone Jaudin, née le 29 janvier 1945 à Montereau-Fault-Yonne et morte le 18 décembre 2024 à Sainte-Radegonde, est une cycliste française. Elle compte 106 victoires à son actif et cinq participations aux championnats du monde sur piste. Elle se classe notamment 12e aux championnats du monde sur route 1970 à Leicester.

## Palmarès sur piste

### Championnats nationaux
- 1967
  - 2e de la poursuite
  - 3e de la vitesse
- 1968
  - 3e de la vitesse
- 1969
  - 2e de la vitesse
- 1970
  - 2e de la poursuite
  - 2e de la vitesse
- 1971
  - 2e de la poursuite